# Franco Cunico
Gianfranco Cunico (11 de octubre de 1957, Vicenza, Italia), más conocido como Franco Cunico, es un piloto de rally italiano que ha competido en el Campeonato Mundial de Rally.

## Historia
Debutó en competición en el año 1977 en el Rally delle Valli Piacentine. En el año 1979 gana el Campeonato Autobianchi ganando siete de los diez eventos del calendario. En 1980 participa en algunas pruebas del Campeonato Italiano de Rally a bordo de un Lancia Stratos. En 1983 consigue un programa de alto nivel a bordo de un Lancia 037 quedándose a solo un punto del campeón de Italia, Miki Biasion. En 1988, después de haber ganado el Campeonato Italiano de Rally de Grupo N, entra en el equipo Ford. Esta relación durará hasta 1998. En el año 89 Cunico vuelve a ganar el Campeonato Italiano de Rallyde Grupo N pero esta vez a bordo de un Ford Sierra Cosworth. En 1990 colabora en el desarrollo del Ford Sierra Cosworth 4x4 que participaría en el mundial al siguiente año. En 1991 logra una tercera plaza en el Rally Tour de Corse del Campeonato del Mundo de Rally. Al final del año 1992 Cunico debuta con el Ford Escort RS Cosworth de Grupo A.  En 1993 logra su primera y única victoria en una prueba del Campeonato del Mundo a bordo del Ford Escort RS Cosworth del equipo privado Promotorsport. En el año 1994 Martini Racing con [Jolly Club]] se convierten en patrocinadores de Ford y Cunico es designado para participar en el Campeonato Italiano de Rally a bordo del Ford Escort RS Cosworth Grupo A. En los años 1994, 1995 y 1996 consigue ser campeón absoluto en el Campeonato Italiano de Rally. Después de 10 años, Cunico da por terminada su relación con el equipo Ford  y comienza su andadura con el equipo Subaru. Esta época marcó su fin en el Campeonato Mundial de Rally .

## Victorias en el WRC
| # | Evento                               | Temporada | Copiloto            | Coche                   |
| - | ------------------------------------ | --------- | ------------------- | ----------------------- |
| 1 | 35º Rallye Sanremo - Rallye d'Italia | 1993      | Stefano Evangelisti | Ford Escort RS Cosworth |